# Калберсон (округ, Техас)
Шаблон:StateAbbr_ 31°27′ пн. ш. 104°31′ зх. д. / 31.45° пн. ш. 104.52° зх. д.
Округ Калберсон (англ. Culberson County) — округ (графство) у штаті Техас, США. Ідентифікатор округу 48109.

## Історія
Округ утворений 1912 року.

## Демографія
За даними перепису 2000 року загальне населення округу становило 2975 осіб, усе сільське. Серед мешканців округу чоловіків було 1507, а жінок — 1468. В окрузі було 1052 домогосподарства, 797 родин, які мешкали в 1321 будинках. Середній розмір родини становив 3,3.
Віковий розподіл населення поданий у таблиці:
| Стать    | До 15 років | 15-21 | 22-29 | 30-39 | 40-49 | 50-65 | 65-85 | Понад 85 |
| -------- | ----------- | ----- | ----- | ----- | ----- | ----- | ----- | -------- |
| Чоловіки | 402         | 191   | 132   | 185   | 180   | 245   | 165   | 7        |
| Жінки    | 359         | 149   | 143   | 210   | 203   | 242   | 147   | 15       |

## Суміжні округи
- Едді, Нью-Мексико — північ
- Ривс — схід
- Джефф-Девіс — південь
- Гадспет — захід
- Отеро, Нью-Мексико — північний захід

## Виноски
1. ↑  U.S. Decennial Census. United States Census Bureau. Архів оригіналу за 26 квітня 2015. Процитовано 21 квітня 2015.
2. ↑  Texas Almanac: Population History of Counties from 1850–2010 (PDF). Texas Almanac. Архів оригіналу (PDF) за 26 лютого 2015. Процитовано 21 квітня 2015.
3. ↑  State & County QuickFacts. United States Census Bureau. Архів оригіналу за 12 грудня 2015. Процитовано 9 грудня 2013.(англ.) Наведено за англійською вікіпедією.
4. ↑  American FactFinder. Бюро перепису населення США. Архів оригіналу за 29 липня 2011. Процитовано 31 січня 2008.

| США | Це незавершена стаття з географії США. Ви можете допомогти проєкту, виправивши або дописавши її. |